# Амвросианска република
Златната Амвросианска република (на италиански: Aurea Repubblica Ambrosiana, Ауреа Република Амброзиана), често наричана само Амвросианска република (Repubblica Amrbosiana), е името, с което се нарича Комуна Милано – републиканско правителство, създадено в Милано през 1447 г. от група благородници и юристи от университета в Павия след вакуума на властта след смъртта на херцог Филипо Мария Висконти, и на което е сложен край през 1450 г. Правителството е съставено от 24 членове на градското благородничество, наричани „капитани и защитници на свободата на прославения и превъзходен град Милано“.
За да се защити от опитите да бъде завладяна от съседните държави, особено от Венеция, републиката прибягва до услугите на кондотиера Франческо Сфорца, господар на Кремона. Той подема двусмислена политика, като първо подкрепя миланците срещу венецианците, след това започва враждебни действия срещу Милано, като също така насърчава претенцията за херцогската титла. Републиката се предава на Сфорца след тежка обсада през 1450 г.

## История на републиката

### Раждане на републиката
Агонията и последвалата смърт на 13 август 1447 г. без завещателни разпореждания на херцог Филипо Мария Висконти оставят отворен въпросът за наследяването на Миланското херцогство. Той няма наследник по мъжка кръвна линия. Милано е хвърлен в хаос от неочакваната му смърт и от скоростта, с която действат претендентите за титлата му.
Завещанието на херцог Джан Галеацо Висконти установява, че при липса на мъжки наследник линията на наследяване трябва да бъде тази на дъщеря му Валентина. Французите, подкрепени от този факт, претендират за херцогството за Шарл Орлеански. Кралят на Арагон, Сицилия и Неапол Алфонсо V Арагонски обаче твърди, че покойният Филипо Мария е написал завещание ден преди смъртта си в негова полза в замяна на помощ срещу венецианците. Други претенденти са братовчедите на Филипо – Алберт и Сигизмунд Хабсбурги, правнуци на Бернабо Висконти, както и Фридрих III – император на Свещената Римска империя, който декларира, че херцогството се връща към Свещената Римска империя след изчезването на неговите наследници от мъжки пол. Сред италианците, освен Франческо Сфорца, който е съпруг на извънбрачната дъщеря на Филипо Мария – Бианка Мария, за титлата претендира и Лудвиг Савойски – брат на херцогиня Мария Савойска, докато талантливи юристи, включително Пиколомини, твърдят, че титлата трябва да се върне към императора. Двамата най-известни кандидати, подкрепяни от миланското население, обаче са Алфонсо V Арагонски и Франческо Сфорца. 

Семейство Брачески, привърженици на краля на Арагон, превземат Замъка на Сфорците в нощта на 13 август, почти преди Филипо Мария да умре, принуждавайки капитаните да се закълнат във вярност на Алфонсо. Въпреки общата подкрепа за Алфонсо или Сфорца други влиятелни граждани вярват, че старата република може да бъде възстановена. Органите на учени като Правният колеж в Павия обрисуват дните на старата република като златен век. Търговците, виждайки просперитета на Венецианската република, подкрепят тази идея. Сутринта на 14 август републиканците подтикват населението да се надигне срещу Брачески под ръководството на Иноченцо Кота, Антонио Тривулцио, Теодоро Боси, Джорджо Лампуняно, Виталиано Боромео, Мариано Витали и Джовани да Осона, които провъзгласяват републиката. Капитаните изоставят клетвите си пред Алфонсо V, а Брачески са прогонени от Милано.
Новата република е наречена Златна Амвросианска република по името на св. Амвросий, епископ на Милано от 374 до 397 г., който е приет за покровител на републиката. Те вземат старата конституция и я преразглеждат същия ден, за да отговори на техните нужди, като избират 24 капитани и защитници на свободата (по-късно намалени на 12), за да съставят закони. Управлението на републиката е в ръцете на съвет, състоящ се от тези капитани и от т. нар. Генерален съвет на 900-те – това са 150 представители, избрани в енорийските събрания за всеки от шестте градски порти. Първоначално правителството на капитаните, за да се избегне поемането на властта или преобладаването на фракции, се сменя на всеки два месеца, което на практика създава голяма нестабилност и оставя властта за вземане на решения на конвулсивния Съвет на 900-те.
Раждането на републиката, която има гибелински тенденции и е враждебна към Венеция, не се радва на присъединяването на други градове на херцогството: Павия и Парма заявяват своята независимост, Лоди и Пиаченца се присъединяват към Венецианската република.

### Начални години на републиката и Франческо Сфорца
Идеята за радикално обновяване на свободите в градовете не подхожда на силите в Северна Италия, които са обединени в лига срещу териториалните завоевания на Висконти в продължилата десетилетия поредица от войни, прекъснати от примирия, последното от които е Кремонският мир от 20 ноември 1441 г. Венеция вече е във война с Милано и на републиката е нанесен тежък удар, тъй като предишните градове на Миланското херцогство, включително Павия, Лоди и Пиаченца, дезертират или обявяват своята независимост. Освен загубата на подкрепа и отбранителни места спадът в приходите предизвиква и кратка финансова криза, разрешена с налагането на нови данъци. Венеция, която сега окупира Лоди и Пиаченца, отказва да чуе молбите на Милано за мир. 
На 3 септември 1447 г., в желанието си да избегне разделянето на херцогството, републиката призовава гражданите си на оръжие и моли за помощ Франческо Сфорца – най-великият кондотиер на времето, като му предлага длъжността генерал-капитан и град Бреша. Въпреки че иска (и наистина планира) да наследи тъста си като херцог, той решава да приеме позицията и обещаната награда. На 13 септември в Милано е обявена мобилизация. В редиците на Франческо е представител на рода Гондзага – Карло, господар на Сабионета и брат на Лудовико III – маркиз на Мантуа.

Сфорца бързо завладява независимия град Павия на 17 септември 1447 г., когато свекърва му убеждава управляващия града кондотиер да му я преотстъпи и републиката неохотно му позволява да я запази с титлата „граф“, страхувайки се, че при отказ павийците и техният голям арсенал могат вместо това да се предложат сами на Венеция. Сфорца обещава на павийците да няма нови данъци, да спазва старите закони, да заплати на задържаните от него служители и да ремонтира градските мостове и стени. Той изпълнява тези си обещания и така печели народа на Павия, установявайки своето управление. Преди това Павия е почти втора столица на Миланското херцогство и дава на Сфорца собствено седалище на властта. Градът също така се намира на стратегическа позиция по река По, където могат да се блокират венецианците да дойдат по вода в помощ на обсадения град Пиаченца.
Франческо Сфорца, връщайки се на обсадата на Пиаченца и откривайки, че градът няма вероятност да се падне от глад, решава да го щурмува. Той го превзема на 16 ноември 1447 г. след дълга обсада. Градът е подложен на грабежи в продължение на петдесет дни, а хиляди негови жители са избити. Новината за завземането му е посрещната от тридневно веселие в Милано. 
Междувременно миланският капитан Бартоломео Колеони завзема Тортона, който преди това е провъзгласил Франческо Сфорца за свой господар, като го открадва от станалия опасно властен Сфорца. Това предизвика още по-голяма радост, тъй като миланците се страхуват от Сфорца.
През януари 1448 г. мандатите на предишните капитани и защитници на Милано изтичат. По повод подновяването на Съвета на капитаните през март 1448 г. са избрани гвелфи и представители на народа. Бидейки особено враждебни към Сфорца, те влизат в мирни преговори с Венеция, която също е заплашена от нарастващата сила на Сфорца и е готова да се споразумее, макар че желае  именно тя да диктува условията. Двама от гибелините обаче, които помагат за основаването на Републиката – Джорджо Лампуняно и Теодоро Боси, вдигат народа срещу гвелфите в масова демонстрация пред двора на Аренго.
На 19 април 1448 г. Съветът на 900-те не успява да вземе решение за мир с Венеция и е принуден да се откаже от плановете си за мир. Това дава зелена светлина на Франческо Сфорца за следващата му кампания за превземане на река Ада. Въпреки това плановете му са отхвърлени от републиката в полза на по-традиционна тактика, а именно директната обсада на град Лоди. Докато това се случва, венецианският флот под командването на Андреа Квирини напада моста на Кремона. Съпругата на Сфорца Бианка Мария Висконти обаче е там и ръководи защитата, докато съпругът ѝ не освободи града. Венецианският флот се оттегля и се окопава, докато чака пристигането на венецианската армия. През май Сфорца завладява Вайлате, Тревильо и Касано д'Ада. През юли той успява да хване флота в капан зад отбраната му и с неортодоксалното си използване на артилерия напълно унищожава или залавя всеки от 70-те кораба на венецианците по река По при Казалмаджоре.
Тази победа се отпразнува в Милано, но лидерите на републиката все още се страхуват от Сфорца и го изпращат да се заеме с района на Гиара д'Ада, докато Лоди и Караваджо са обсадени, надявайки се, че падането им ще сложи край на войната. В крайна сметка и миланските сили на Сфорца и венецианската армия под командването на Микелето Атендоло се срещат при Караваджо. Обсадата остава непроменена през целия юли и до 15 септември, когато Атендоло предприема бърза изненадваща атака срещу Сфорца. Това, което може да бъде разгром, за Сфорца обаче се превръща във велика победа, тъй като той дава пример на войските си на фронтовата линия и напълно побеждава венецианската армия, като залавя трима нейни генерали. Караваджо пада, а Сфорца разграбва вражеския лагер и натрупва огромна плячка.
Въпреки радостта в Милано правителството изказва малка благодарност на „архитекта“ на победата и републиката и го изпраща в Лоди, решен да сложи край на войната. Именно там, когато задоволителният край на войната изглежда неизбежен, миланците предприемат фатална погрешна стъпка.

### Дезертиране на Сфорца и вражда между гвелфите и гибелините
В Милано враговете на Сфорца работят непрекъснато срещу него. Братята Пичинино – синове на известния кондотиер Николò Пичинино и бивши генерал-капитани, преди да бъдат заменени като върховни военни командири от Сфорца, убеждават подозрителната република да действа тайно срещу него. Сред войските са разпространени слухове, че няма да получат заплащане в края на войната, ако останат със Сфорца. На самия Сфорца е заповядано да се върне от обсадата на Бреша и градът му е обещан, докато обаче на гражданите тайно е казано да издържат, докато не се подпише мирен договор, по който вече се работи. Сфорца научава за това предателство и минава на страната на венецианците за 13 000 дуката. На 18 октомври 1448 г. той подписва договор с Венеция в Риволтела (днес част от Дезенцано дел Гарда), според който венецианците му предоставят командването на войската за завладяване на териториите между реките Тичино и Сезия, оставяйки региона между реките Тичино и Ада на Амвросианската република.
Това събитие предизвика вълнения в Милано. Карло Гондзага напуска Сфорца, за да отиде на помощ на Амвросианската република и на 14 ноември е назначен за капитан на народа. Междувременно Сфорца завладява Пицигетоне и след това, между ноември и декември, с подкрепата на маркиза на Монферат Джовани IV, превзема Бинаско, Розате, Абиатеграсо, Варезе, Леняно и Бусто Гаролфо. На 27 декември 1448 г. Амвросианската република предлага награда от 10 000 дуката за залавянето на Сфорца. Той завършва кампанията си западно от Милано с превземането на Новара. С последователните завоевания на Алесандрия, Тортона и Виджевано Милано се оказва напълно обкръжен. С такъв могъщ човек на венецианска страна се поставя началото на края на Златната Амвросианска република.

Общественото мнение в Милано, въпреки позицията на правителството, като цяло е за Франческо Сфорца и само страстната патриотична реч на Джорджо Лампуняно най-накрая успява да го покори. Братята Пичинино отново стават генерал-капитани, но те не са толкова способни като брилянтния Сфорца. Това е подсилено от вътрешното разногласие, видно в Милано. Вихрят се престъпност и насилие, а суровите, но празни мерки срещу тях служат само за допълнително разделение на населението. Членовете на правителството са изпълнени с подозрение един към друг. В опит да се разреши ситуацията подестът получава абсолютна власт. Финансовите проблеми също са сериозни; има глоби, конфискации и държавна лотария в опит да се облекчи дефицитът. Освен това гвелфските аристократи продължават да бъдат редовно избирани в ущърб на гибелините и започват да правят републиката далеч по-малко демократична. Капитанът Карло Гондзага живее луксозно като автократ, а неговата воля е закон. Той е подкрепян от Джовани Апиани и Джовани да Осона – търговци, превърнали се в политици, видни в държавните дела. Гондзага започва да заменя своите служители със свои неамбициозни поддръжници и гибелините виждат как идеалите на тяхната република се рушат пред очите им. Лампуняно и неговите приятели гибелини заговорничат срещу Гондзага и режима на гвелфите, но са разкрити от писмо на Лампуняно до неговия приятел Боси, засечено от Гондзага. Гондзага запазва тази новина в тайна, знаейки, че Лампуняно и Боси са двама от най-влиятелните граждани от създаването на републиката насам, но с подкрепата на отмъстителните капитани и защитници на гвелфите заговорничи да ги убият. През февруари 1449 г. Лампуняно и Боси са изпратени като пратеници при император Фридрих III, но по пътя са заловени и затворени. Лампуняно е обезглавен без съдебен процес, а Боси е измъчван, докато не издаде имената на своите съзаклятници. След екзекуцията на водачите има клане на водещите гибелини в града, от което само няколко, като Виталиано Боромео, избягват в безопасност в Арона, Пиемонт и другаде. Главите на убитите са набучени на пики на площада на Бролето.
На 14 февруари 1449 г. град Парма отваря врати за Сфорца и разпуска отбранителния си полк.
Междувременно другите претенденти за Миланското херцогство започват да разбират, че Сфорца ще бъде далеч по-голяма заплаха отколкото Амвросианската република. Савойският херцог Лудвиг Савойски нахлува през пролетта на 1449 г. и Сфорца изпраща Бартоломео Колеони (който по-рано е дезертирал) да го победи при Боргоманеро, което води до неспокоен мир. Сфорца също така се сблъсква с предателство в собствените си редици, към което се добавя и фактът, че той прибързано приема бягството на големите си врагове братя Пичинино, които, след като получават достъп до Монца, незабавно връщат града на Милано.
В ущърб на гвелфите Джорджо Лампуняно е считан за мъченик за републиката. Това се влошава от факта, че лидерите на гвелфите отказват да проведат избори през април, докато през юни не са принудени от населението. На тези избори семействата на гибелините поемат юздите на Милано и гвелфите са победени. Въпреки това репресиите срещу гвелфите, включително затварянето на Джовани Апиани и Джовани да Осона, обвинени (вероятно несправедливо) за клането, карат населението да свали насилствено гибелините и да постави отново на власт екстремистите гвелфи. Карло Гондзага обаче, чийто приятел Галеото Тоскано е убит във въстанието, заминава от Милано за Крема, надявайки се да сключи мир със Сфорца.
Сфорца се приближава до самия Милано в своите завоевания и решава, че понеже градът е твърде силен, за да бъде превзет със сила, решава да го обгради и да умори населението от глад, за да го накара да се предаде. Със загубата на външните градове чрез завоевание или дезертьорство Милано преживява глад  Гондзага предлага Крема на Сфорца, надявайки се той да се изкуши сам да го превземе и да предаде венецианците. Но Сфорца остава непоколебим и вместо това предлага на Гондзага град Тортона, ако той изостави Крема. Това е прието и Крема, без подкрепа, бързо капитулира.

### Френска намеса
Като помощ на републиката френският крал Шарл VII праща армия от 6000 френски наемници, които пристигат в Милано през март 1449 г. Кондотиерът Франческо Пичинино напуска Сфорца и се връща в Милано. На 6 март Карло Гондзага атакува и отблъсква войските на Сфорца, които обсаждат Монца. В същия ден в Милано е подписано военно споразумение между републиката и Савойския херцог в замяна на Новара и споразумение с Херцога на Орлеан в замяна на Александрия. И кралят на Неапол Алфонсо V обещава помощ на Милано. В противниковото поле е владетелят на Парма Пиер Мария II де Роси, който предлага на Сфорца 500 коня. На 22 април френските войски са разбити при Боргоманеро от Бартоломео Колеони в служба на Франческо Сфорца; той завладява Меленяно на 1 май, не успява да си върне Монца, но завладява Виджевано на 3 юни след дълга обсада и окупира Сеприо и Брианца около Монца. Войските на Сфорца се сдобиват с всички реколти около Милано, оставяйки града без доставки. Междувременно в Алпите се раздвижват швейцарците, които се опитват да се възползват от хаотичната ситуация, за да пробват отново да завладеят Долина Левентина, но отново са отблъснати в битката при Кастионе.
През юли 1449 г. гибелините отново имат мнозинството в Съвета на 900-те. Преговорите се водят във всички посоки: обръщат се към императора, краля на Франция, папата и краля на Неапол. На 31 август в Милано избухват народни въстания, гвелфите нападат сградата на Асамблеята, а гибелините благородници се опитват да избягат; заловените от тях са предадени на оръжие. Новите капитани и плебейски защитници се опитват да влязат в преговори с Венеция срещу Сфорца. Карло Гондзага не признава новото правителство на републиката и се присъединява към Сфорца. На 8 септември приключват републиканските съвети и Биаджо Асерето става подест на Милано.
На 11 септември 1449 г. Лоди се предава на Сфорца, който след това се приближава до портите на Милано. На 24 септември венецианците подписват в Бреша мирен договор с Амвросианската република, според който Милано ще получи Комо, Лоди и Брианца, а Сфорца – градовете в Пиемонт, Павия, Пиаченца, Парма и Кремона. Венецианските войски се изтеглят, но Сфорца задържа войските си по река Ада, за да попречи на венецианците да снабдяват Милано с храна. На 29 септември Сфорца праща брат си Алесандро във Венеция, за да защити правата му, но венецианците приемат само Договора от Риволтела от октомври миналата година; на 16 октомври Сфорца подписва примирие с Милано въз основа на Мира от Бреша.

### Мир с Венеция
На 24 декември е подписан нов мирен договор между Венеция и Амвросианската република с цел изолиране на Франческо Сфорца. Той отговаря, като на 27 декември подписва мирен договор със Савойския херцог Лудвиг I Стари и започва преговори с краля на Неапол Рене Добрия. Венецианските войски вдигат обсадата, която държат около Милано.
През януари 1450 г. венецианските войски влизат във Валсасина и остават на река Ада в очакване на миланските войски. Сфорца е във Вимеркате, за да предотврати обединението на двете армии.

### Народно въстание
На 21 февруари 1450 г. кондотиерът Гаспаре да Вимеркате, който получава заповед да се присъедини към венецианците, се поставя начело на гладния милански народ, освобождава затворниците и се изправя срещу миланската милиция. Капитаните свикват Съвета на 900-те, но народно въстание хвърля капитаните на бягство.
Сградата на Асамблеята е нападната и венецианският посланик Леонардо Вениери е убит на стълбите на Кралския дворе от Джовани Стампа, жадуващ да отмъсти за брат си, убит от републиканците. Революционен комитет, ръководен от Гаспаре да Вимеркате, договаря със Сфорца капитулацията на Вимеркате на следващия ден. На 26 февруари Сфорца влиза в Милано с фургони за храна, но веднага се връща в лагера си във Вимеркате, след като поверява временното правителство на Карло Гондзага.
На 3 март новото правителство на Милано изпраща 24 делегати (по 4 на врата) в лагера на Сфорца, за да подпишат договора, който ще предаде града на Сфорца; той е признат за херцог чрез брака си с Бианка Мария Висконти и е прието наследяването от синове или дъщери, законни или не. На 11 март Общото събрание одобрява предаването на правомощия на Франческо Сфорца, като продължава да признава само законните наследници от мъжки пол.

### Новият херцог на Милано Франческо Сфорца и краят на републиката
На 25 март 1450 г., в деня на Благовещение, Франческо Сфорца влиза в Милано през порта Тичинезе, отказвайки честта на карочо – триумфална колесница с балдахин и плат от бяло злато; аплодиран от народа, той поема наследството на Висконти. Обявен е за капитан на народа и по право на съпругата си за херцог на Милано. Той си осигурява подкрепата на народа, като позволява на много длъжностни лица да запазят позициите си и е много снизходителен в репресиите си. Лидерите са затворени за кратко и като цяло са помилвани скоро след това, като Сфорца дори посвещава в рицарство някои от старите си врагове при коронацията си. На гибелините е позволено да се върнат в безопасност и вече не са изпаднали в немилост.

## След републиката
Франческо Сфорца остава във война с Венеция години след падането на Амвросианската република. Венеция се съюзява с Неаполитанското кралство, което преди това е претендент за наследяването на Милано. Сфорца обаче се съюзява със своя приятел Козимо де Медичи от Флоренция срещу Венеция и Арагонски Неапол. На продължителната война е сложен окончателен край с Мира от Лоди през 1454 г. с Дом Сфорца, установен като владетел на Миланското херцогство.
По време на своето тригодишно съществуване Амвросианската република спечели две големи битки. Ломбардците побеждават французите в битката при Боско Маренго през 1447 г. и венецианците в битката при Караваджо през 1448 г. Именно тези победи осигуряват на републиката цялата територия на бившето херцогство.

## Лотария
На 9 януари 1449 г., за да помогне на обезкръвената хазна на републиката, на площад „Сант Амброджо“ се провежда лотария, считана за първата лотария в историята. Изобретателят на играта е Кристофоро Таверна – милански банкер.

## Първи капитани и защитници
Водещите магистрати на града: capitani e defensori („Капитани и защитници“) отговарят за правителството, избирано на всеки шест месеца, започвайки от август 1447 г. Първоначално са двадесет и четири, но в крайна сметка са намалени до дванадесет.
Порта Ориентале
- Джовани Марлиани
- Джовани Морозини
- Роландо или Олдрадо Лампуняни
- Джовани Олджати

Порта Романа
- Бартоломео Висконти
- Джовани Омодей
- Джакомело Тривулцио
- Антонио Висконти, вероятно Антонио Тривулци

Порта Тичинезе
- Джорджо Пиати
- Джовани Кроти
- Амброджио Ломацо
- Джовани Каими

Порта Верчелина
- Виталиано Боромео
- Гуарнерио Кастильоне
- Джакомо Койро
- Симоне Меравиля

Порта Комазина
- Джакомо Дуняни
- Джорджо Лампуняни
- Луизино или Луиджи Боси
- Франческо Казати

Порта Нуова
- Бартоломео Мороне
- Пиетро Кота
- Диониджи Биля
- Галеото Тоскани [32]